# Arctic Red River
Der Arctic Red River oder Tsiigehnjik (in der Sprache der Gwichʼin) ist ein linker Nebenfluss des Mackenzie Rivers in den kanadischen Nordwest-Territorien. Er wurde von den Ureinwohnern Tsiigèhnjik genannt, was „Eisenfluss“ bedeutet.

## Verlauf
Die Quelle des Flusses liegt in den nördlichen Mackenzie Mountains. Danach fließt er auf einer Länge von 120 km durch die Gebirge Backbone Range und Canyon Range. Das gesamte Tal im Oberlauf des Flusses ist von Gletschern geprägt. Auf dem Peel Plateau ist der Fluss von den Gebirgen Yellow Range und Lichen Range umgeben, während er selbst durch eine 100 bis 200 m tiefe Schlucht fließt, die von schwarzen Schieferklippen geprägt ist und durch Thermokarst-Erosion entstanden ist. Die Nebenflüsse Cranswick River und Sainville River (auch Bernard Creek genannt) münden in den Mackenzie Lowlands. An der Mündung des Flusses in den Mackenzie River liegt die Siedlung Tsiigehtchic am Dempster Highway.

## Flora
Am Oberlauf des Flusses in den Mackenzie Mountains kommen oberhalb von 900 m gar keine Pflanzen oder nur Sträucher, Gräser und Zwerg-Birken vor. Unterhalb dieser Höhe finden sich Wälder aus Weiß-Fichten, in denen einzelne Bäume bis zu 600 Jahre alt werden können.

## Fauna
Der Fluss ist ein bedeutender Laichplatz für Fische wie beispielsweise Weißfische, Hechte oder Quappen. An den Ufern des Flusses grasen am Oberlauf an die unfruchtbaren Böden der Mackenzie Mountains angepasste Schafe, die von Grizzlybären gejagt werden, während im Unterlauf vor allem Elche, Wölfe, Marder, Bisamratten, Biber, Otter, Luchse, Vielfraße und Rotfüchse vorkommen. Am gesamten Flussufer kommen zwei verschiedene Rentierarten vor.

## Geschichte
An den Ufern des Flusses lebten die Gwich'in. 1789 kam Alexander Mackenzie in das Einzugsgebiet des Flusses. 1868 kamen die ersten Missionare der katholischen Kirche an den Fluss. 1921 wurde eine Kirche errichtet. Ende des 19. bzw. Anfang des 20. Jahrhunderts errichten sowohl die Hudson’s Bay Company als auch die Northern Trading Company Handelsposten.

## Nutzung
Da es im Unterlauf des Flusses keine Portagen gibt, wird er von Anfang Juni bis Ende September auf einer Länge von 200 km von Kayak-, Kanu- und Floßfahrern genutzt. Daneben ist auch Freizeitfischen im Arctic Red River und seinen Nebenflüssen, Campen am Ufer sowie Jagen und Trekking am Oberlauf möglich.
Außerdem wird das Holz aus den umliegenden Wälder als Brennholz verwendet. Daneben wird an der Mündung Fischfang sowie im Umland Jagd auf Elche und Wasservögel betrieben.